# De Tomaso Pantera II
Der De Tomaso Pantera II (auch: De Tomaso Pantera 7x, De Tomaso Montella, De Tomaso Monttella) ist ein fahrbereiter Prototyp des italienischen Sportwagenherstellers De Tomaso. Das von Ghia gebaute Mittelmotorcoupé war als Konzept für den Nachfolger des De Tomaso Pantera gedacht. Eine Serienfertigung kam allerdings nicht zustande.

## Modellgeschichte
Das in Modena ansässige Unternehmen Automobili De Tomaso fertigte, nachdem es zunächst Rennwagen für die Formel 1 konstruiert hatte, seit Mitte der 1960er-Jahre Straßensportwagen. Auf den in 55 Exemplaren produzierten Vallelunga von 1963 folgte drei Jahre später mit dem Mangusta De Tomasos erster Sportwagen, der mit einem großen US-amerikanischen Achtzylindermotor ausgestattet war. Von ihm entstanden in vier Jahren 400 Fahrzeuge. Auf der Suche nach einem größeren Absatzmarkt ging das Unternehmen 1969 eine Verbindung zum Ford-Konzern ein. Im Zusammenhang mit einem größeren Geschäft, das auch die Übernahme des Alejandro de Tomaso gehörenden Karosserieherstellers Ghia umfasste, war Ford bereit, eine überarbeitete, alltagstaugliche Version des Mangusta in großer Stückzahl auf dem US-amerikanischen Markt abzusetzen. De Tomaso entwickelte daraufhin den Mangusta zum Pantera weiter, der eine eigenständige Karosserie und ein verbessertes Fahrwerk hatte, konzeptionell aber weitgehend dem Vorgänger glich. Ford vertrieb den in Italien gebauten Pantera ab 1971 in den USA über das Netz der Lincoln-Mercury-Händler. Das Projekt war zunächst ein Erfolg. Bis 1974 konnte Ford mehr als 5000 Panteras absetzen.
1973 begannen bei De Tomaso Planungen für einen Nachfolger des Pantera. De Tomaso gab bei Ghia den Entwurf einer neuen Karosserie in Auftrag. Die Ausführung übernahm Ghias damaliger Chefdesigner Tom Tjaarda. Sein Entwurf war formal eigenständig, folgte aber dem Layout des Pantera, dessen Rohkarosserie im Wesentlichen unverändert blieb. Ghia baute unter Rückgriff auf Pantera-Technik in Handarbeit einen fahrbereiten Prototyp des Modells auf. Dabei wurde auch Rücksicht auf die kommenden neuen Sicherheitsbestimmungen und die für 1975 in Kalifornien in Kraft tretenden strengeren Emissionsvorgaben genommen. Geplant war daher den auf die neue Norm umgerüsteten 400-in³-Motor (6,6-Liter-Motor) einzubauen. Im Frühjahr 1974 wurde der bronzefarbenen Lackierte Wagen unter den Bezeichnungen Pantera II oder Pantera 7x (7x war und ist als Symbol auf den B-Säulen des Fahrzeugs zu sehen) auf Ausstellungen wie der Detroit Auto Show, Chicago Auto Show und Los Angeles Auto Show öffentlich gezeigt. In den folgenden Monaten beendeten Ford und De Tomaso ihre Verbindung. Auslöser waren vor allem erhebliche Qualitätsmängel des Pantera, wegen denen zahlreiche Kunden Garantieansprüche bei Ford geltend machten und der Absatzrückgang wegen der Ölkrise. Ford beendete den Verkauf des Pantera im Spätsommer 1974. Da De Tomaso zahlreiche Karosserien des Sportwagens auf Vorrat gefertigt hatte, konnte der Pantera vorerst nicht abgelöst werden. Zuerst sollten die vorbereiteten Panteras komplettiert und verkauft werden, was sich bis 1976 hinzog.
Erst 1975 wurde der inzwischen zweifarbig lackierte, im Übrigen aber unveränderte Prototyp wieder öffentlich gezeigt, allerdings hieß das Auto jetzt De Tomaso Montella. Für die Umbenennung wurden dem Wagen die Schriftzüge Pantera von der vorderen Stoßstange und der Motorhaube hinten entfernt und er bekam zwei Schriftzüge Monttella 5.7 an jede Seite direkt hinter den Türen. Die 7x-Symbole blieben an den B-Säulen erhalten. 1975 wurde der Montella in die USA gebracht und erhielt eine Zulassung im Bundesstaat Michigan. De Tomaso hatte die Hoffnung, dass sich ein anderer Konzern für eine Vermarktung des Wagens interessieren würde. Dazu kam es nicht. 1981 kaufte ein privater Interessent das Fahrzeug und setzte es einige Jahre im Alltag ein. 2007 wurde das Auto bei der in Monterey stattgefunden Sports & Classic Car Auktion von RM Sotheby’s als De Tomaso Montella für $99.000 an einen Italiener versteigert. Dieser Restaurierte das Coupé unter Mithilfe von Tom Tjaarda zum De Tomaso Pantera II. Die erste Präsentation des Prototyps war 2008 auf dem Concorso d'Eleganza Villa d'Este. Das Fahrzeug trägt hinten rechts auf der Motorhaube eine zweizeilige Plakette mit der Aufschrift: De Tomaso Monttella - Torino, Italia 1/1. De Tomaso produzierte den Pantera in seiner 1971 vorgestellten Form bis 1990; eine stilistisch leicht abgewandelte Version blieb bis 1994 im Programm.

## Bezeichnungen

### Pantera II und 7x
Der Name Pantera ist das italienische Wort für Panther. 2 oder II steht für die zweite und weiterentwickelte Version des Pantera. Über die Bedeutung der Bezeichnung 7x oder 7X wird vermutet, dass sie für das noch nicht bekannte Produktionsjahr 197x steht. Eine offizielle Aussage konnte bisher nicht gefunden werden.

### Montella und Monttella
Obwohl das Fahrzeug 1975 mit Monttella (mit doppeltem T) bezeichnet wurde, hat sich der Name Montella (nur mit einem T) auch verbreitet. Selbst das Auktionshaus RM Sotheby’s nennt auf ihrer Webseite das Coupé Montella. Die Bedeutung des Namens ist derzeit unbekannt.

## Modellbeschreibung

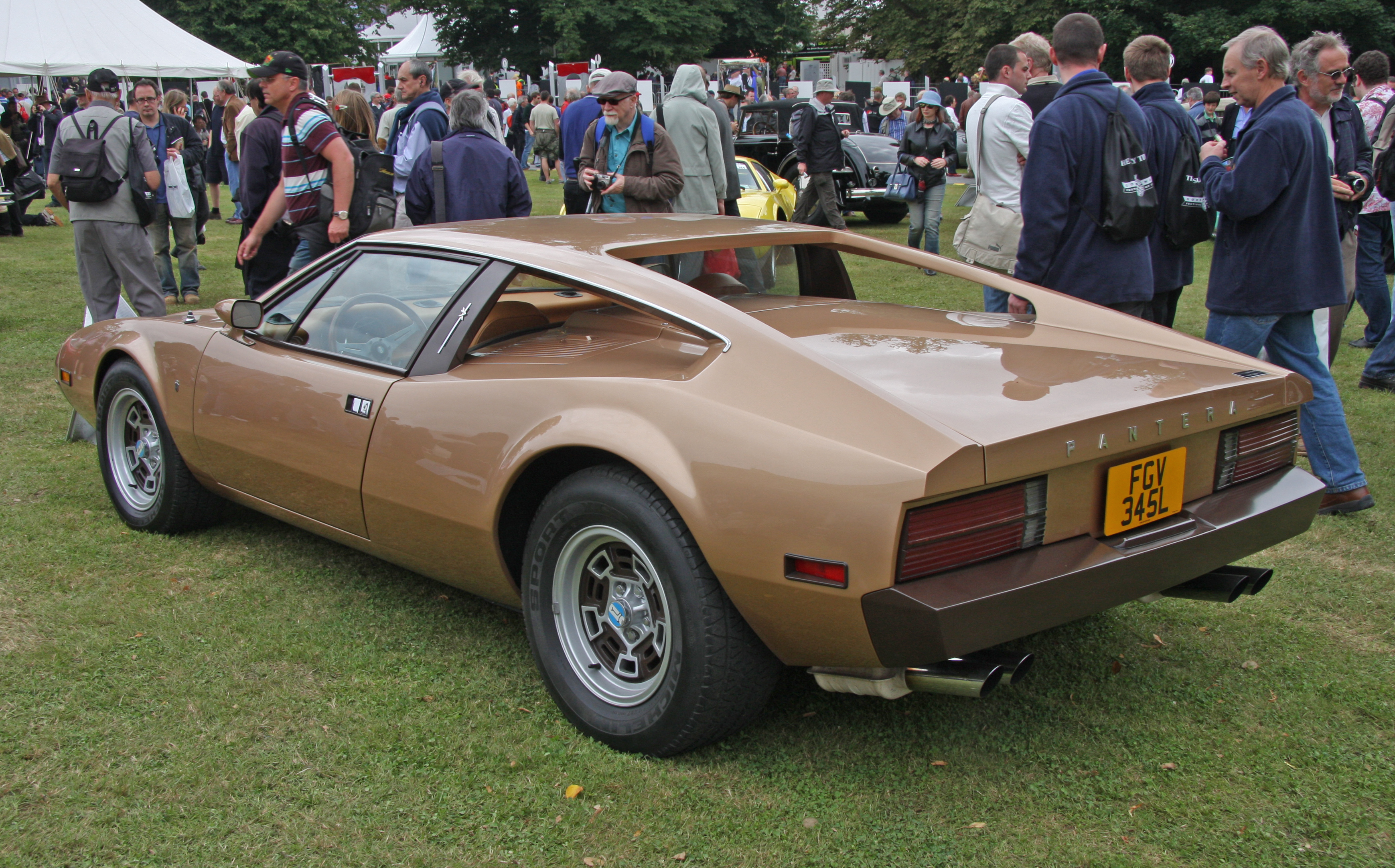
Freistehende Dachstreben: Pantera II

De Tomaso übernahm für den Pantera II  die wesentlichen Konstruktionsmerkmale des Pantera. Antrieb und Fahrwerk waren vollständig gleich; wie das Serienmodell hatte auch der Pantera II einen 5,8 Liter (5.763 cm³ bzw. 5.769 cm³) großen Achtzylinder-V-Motor von Ford. Die Rohkarosserie, die Verglasung und die Innenausstattung wurden ebenfalls übernommen. Die Frontpartie und die Wagenflanken waren allerdings glattflächiger gestaltet; die markanten Winkel des ersten Pantera entfielen. Ein auffälliges Designmerkmal waren die freistehenden, nicht verglasten Streben, die das Dachteil mit dem Heckabschluss verbanden. Tom Tjaarda zitierte hier die Heckgestaltung des von Giorgetto Giugiaro entworfenen Maserati Merak. Die vorderen Sicherheitsstoßstangen waren in die Karosserie integriert, die hinteren waren aufgesetzt.